# Edouard de Perrodil

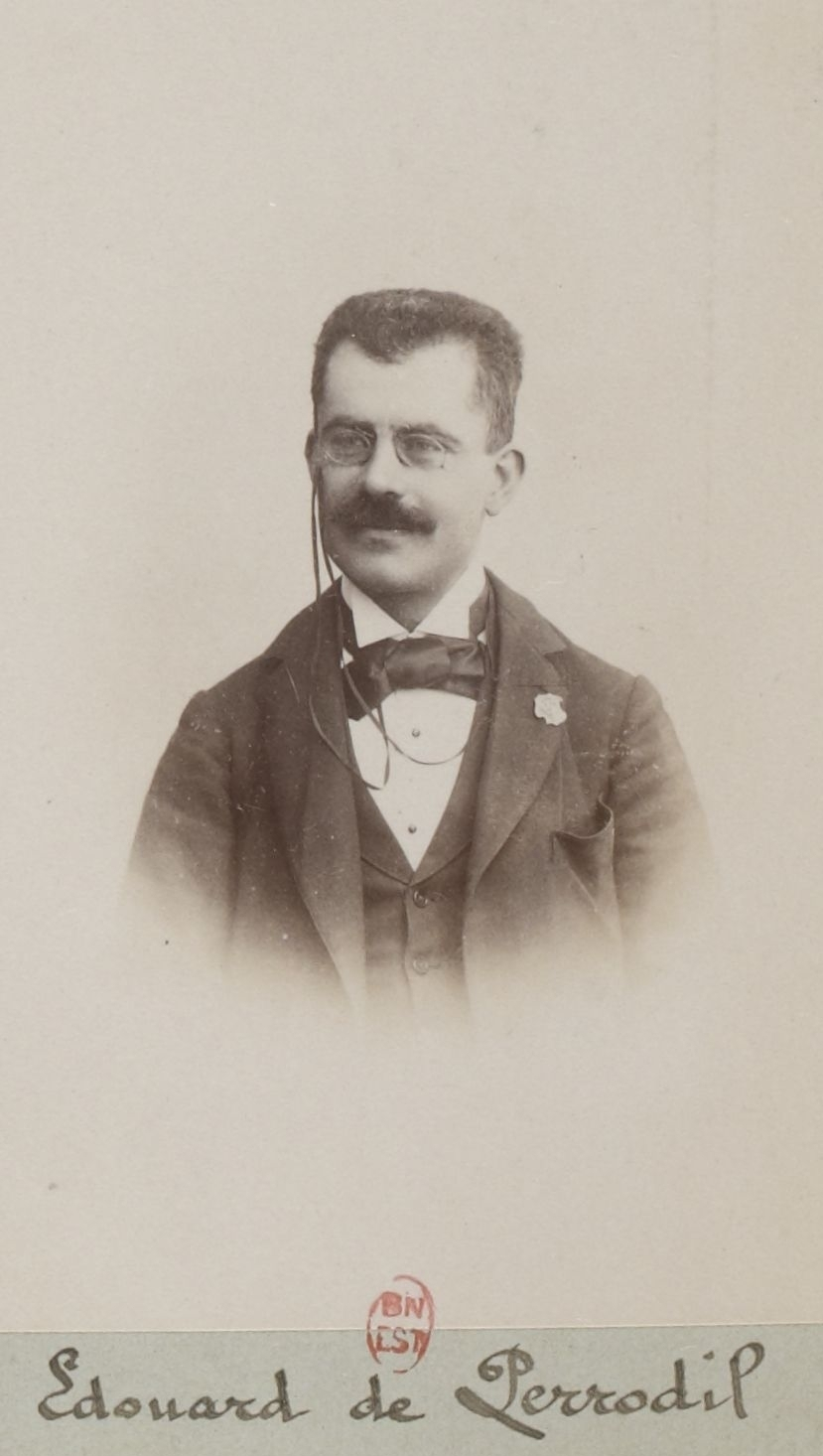
Edouard de Perrodil

Edouard Casimir Mari Gros de Perrodil (* 18. oder 19. November 1860 in Albi; † 12. März 1931 in Ambrus) war ein französischer Radsportler, Autor und Journalist.
Edouard de Perrodil stammte aus einer alten Adelsfamilie; sein Vater war Straßenbau- und Eisenbahningenieur. De Perrodil ergriff den Beruf des Journalisten und war für Le Petit Journal, den Figaro und den Moniteur universel tätig. Als er 28 Jahre alt war, kam er durch seinen Vater zum Radfahren. Er startete auch bei Radrennen, so zweimal bei dem über 600 Kilometer langen Rennen  Bordeaux–Paris: 1892 wurde er 21. mit einer Zeit von 56 Stunden und 22 Minuten und hatte somit 30 Stunden und 45 Minuten Rückstand auf den Sieger Auguste Stéphane. Allerdings soll er während des Rennens in jeder Stadt ein Mahl mit Champagner eingenommen haben und auf seinem Rad Körbe voller Lebensmittel mitgenommen haben. Im Jahr darauf belegte er Rang 17 mit einem Rückstand von 12 Stunden und 10 Minuten auf Louis Cottereau. Zudem versuchte er, ohne Erfolg, den Stundenweltrekord von Henri Desgrange zu verbessern. Für eine Teilnahme an einem Radrennen im neueröffneten Vélodrome d’Hiver in Paris 1898 kaufte er sich ein schickes lilafarbenes Trikot, musste aber nach drei Stürzen aufgeben.
Im September 1892 macht de Perrodil gemeinsam mit einem britischen Botschaftsangehörigen eine Radtour über 2000 Kilometer durch Frankreich. Im Jahr darauf ging er mit Henri Farman auf eine Radtour von Paris nach Madrid; anschließend veröffentlichte er das Buch Vélo ! Toro ! Paris-Madrid à bicyclette en 1893 mit Zeichnungen von Farman. Er gilt als einer der ersten Radsport-Autoren. Ab 1897 schrieb er zudem für das neu herausgegebene Magazin L’Auto-Vélo.
Der Autor Elmar Schenkel bezeichnet de Perrodil als „einen der großen Cyclomanen Frankreichs“, der schon früh erkannt habe, dass „das Radfahren ein gutes Mittel gegen die grassierende pessimistische Philosophie Schopenhauers“ sei.

## Publikationen
- Un an de journalisme à Lourdes. 1880
- Monsieur Clown!. 1888
- Les échos. Paris 1891
- Vélo ! Toro ! Paris-Madrid à bicyclette en 1893. 1893. Mit Illustrationen von Henri Farman
- Les Rumeurs de Paris. 1893
- A vol de vélo, raid Paris – Vienne. Paris 1895
- A Travers Les Cactus: Traversee de L'Algerie a Bicyclette. 1896
- Les briseurs de chaines, trajet Paris Milan et passage des Alpes. Paris 1898
- Le Vélo (8 300 kilomètres à bicyclette). Paris 1898.
- Le roman de Jacquelin. Paris 1904.
- Guignard, recordman de l'heure champion d'Europe. Paris 1905
- Les Champions de l'automobile Léon Théry. 1909
- Le Roman de Georges Carpentier. Paris 1913